# Giovanni Rasia Dal Polo
Giovanni Rasia dal Polo (Valdagno, 23 dicembre 1901 – Parma, 1º dicembre 1981) è stato un calciatore italiano, di ruolo attaccante.

## Carriera
Dopo gli esordi nello Schio, ha giocato due anni in Divisione Nazionale con Parma e Reggiana, realizzando 25 presenze durante le quali ha segnato 4 gol. Ha militato successivamente nel Petrolifera di Fornovo di Taro.